# Castelnau-de-Brassac
Castelnau-de-Brassac is een plaats en voormalige gemeente in het Franse departement Tarn (regio Occitanie) en telt 803 inwoners (1999). De plaats maakt deel uit van het arrondissement Castres. Castelnau-de-Brassac is op 1 januari 2016 gefuseerd met de gemeenten Ferrières en Le Margnès tot de gemeente Fontrieu. 

## Geografie
De oppervlakte van Castelnau-de-Brassac bedraagt 73,2 km², de bevolkingsdichtheid is 11,0 inwoners per km².
De onderstaande kaart toont de ligging van Castelnau-de-Brassac met de belangrijkste infrastructuur en aangrenzende gemeenten.

## Demografie
Onderstaande figuur toont het verloop van het inwonertal (bron: INSEE-tellingen).